# Liste der Kulturgüter in Bois-d’Amont
Die Liste der Kulturgüter in Bois-d’Amont enthält alle Objekte in der Gemeinde Bois-d’Amont im Kanton Freiburg, die gemäss der Haager Konvention zum Schutz von Kulturgut bei bewaffneten Konflikten, dem Bundesgesetz vom 20. Juni 2014 über den Schutz der Kulturgüter bei bewaffneten Konflikten sowie der Verordnung vom 29. Oktober 2014 über den Schutz der Kulturgüter bei bewaffneten Konflikten unter Schutz stehen.
Objekte der Kategorien A und B sind vollständig in der Liste enthalten, Objekte der Kategorie C fehlen zurzeit (Stand: 1. Januar 2023).

## Kulturgüter
| Foto |                                                                                                | Objekt | Kat. | Typ | Standort                                           | Beschreibung |
| ---- | ---------------------------------------------------------------------------------------------- | --- | ---- | --- | -------------------------------------------------- | ------------ |
| ja   | Datei hochladen · Wikidata zu Bauernhof der Abtei Hauterive (Q19362850)                        | Bauernhof des Klosters Hauterive / Ferme de l'abbaye d’Hauterive KGS-Nr.: 01935                                    | A    | G   | Arconciel, La Souche 1 575173 / 179155             |              |
| ja   | Datei hochladen · Wikidata zu La Souche, mesolithische Unterkunft (Q19362851)                  | La Souche, mesolithischer Abri / La Souche, abri mésolithique KGS-Nr.: 09593                                       | A    | F   | Arconciel, La Souche 575180 / 178950               |              |
| ja   | Datei hochladen · Wikidata zu Vers-les-Châteaux, verlassene Siedlung - Mittelalter (Q19362852) | Vers-les-Châteaux, abgegangene mittelalterliche Stadt / Vers-les-Châteaux, bourg médiéval abandonné KGS-Nr.: 09594 | A    | F   | Arconciel, Vers-les-Châteaux 574870 / 176690       |              |
| BW   | Datei hochladen · Wikidata zu Es Nés, gallorömische Villa mit Keller (Q123590005)              | En Nés, gallorömische Villa mit Keller / Es Nés, villa gallo-romaine avec cave KGS-Nr.: 16335                      | A    | F   | Arconciel 575612 / 177125                          |              |
| ja   | Datei hochladen · Wikidata zu Kirche Saint-Jacques (Q29687429)                                 | Kirche Saint-Jacques / Église Saint-Jacques KGS-Nr.: 01934                                                         | B    | G   | Arconciel, Au Village 30 575894 / 177353           |              |
| BW   | Datei hochladen · Wikidata zu Herrenhaus de Lanther I, genannt Château d’Amman (Q29689491)     | Herrenhaus de Lanther, später Château d’Amman / Château de Lanther puis d’Amman KGS-Nr.: 02026                     | B    | G   | Ependes, Route de Ferpicloz 2 577641 / 178070      |              |
| BW   | Datei hochladen · Wikidata zu Herrenhaus d’Odet, genannt Château Sahli (Q29689506)             | Herrenhaus d’Odet / Manoir d’Odet KGS-Nr.: 11118                                                                   | B    | G   | Ependes, Chemin de la Molleyre 30 577296 / 177640  |              |
| BW   | Datei hochladen · Wikidata zu Bauernhaus La Place (Q29687465)                                  | Bauernhaus La Place / Ferme de la Place KGS-Nr.: 12344                                                             | B    | G   | Arconciel, Au Village 1 576052 / 177275            |              |
| BW   | Datei hochladen · Wikidata zu Bauernhaus Python (Q29687447)                                    | Bauernhaus Python / Ferme Python KGS-Nr.: 12345                                                                    | B    | G   | Arconciel, Au Village 43 575791 / 177316           |              |
| BW   | Datei hochladen · Wikidata zu Auberge d'Hauterive (Herberge) (Q29687485)                       | Auberge d'Hauterive (Herberge) / Auberge d’Hauterive KGS-Nr.: 12346                                                | B    | G   | Chemin de l’Abbaye 150 575655 / 179772             |              |
| ja   | Datei hochladen · Wikidata zu Pfarrkirche Saint-Etienne (Q29689443)                            | Pfarrkirche Saint-Étienne / Eglise paroissiale Saint-Etienne KGS-Nr.: 13062                                        | B    | G   | Ependes, Au Village 22 577650 / 178188             |              |
| BW   | Datei hochladen · Wikidata zu Bauernhaus (Q29689459)                                           | Bauernhaus / Ferme KGS-Nr.: 13063                                                                                  | B    | G   | Ependes, Route de Sales 49 578234 / 178830         |              |
| ja   | Datei hochladen · Wikidata zu Bauernhaus Clément (Q29689475)                                   | Bauernhaus Clément / Ferme Clément KGS-Nr.: 13064                                                                  | B    | G   | Ependes, Au Village 9 577609 / 178150              |              |
| BW   | Datei hochladen · Wikidata zu Herrenhaus Wild bei Petit-Ependes (Q29689521)                    | Herrenhaus Wild bei Petit-Ependes / Manoir Wild au Petit-Ependes KGS-Nr.: 13065                                    | B    | G   | Ependes, Route du Petit-Ependes 34 577132 / 178932 |              |